# RimWorld
RimWorld — це інді-гра симулятор будівництва й менеджменту, розроблена незалежною канадською студією Ludeon Studios з Монреаля. Спочатку гра називалась Eclipse Colony. У листопаді 2013 року гра вийшла у ранній доступ як краудфандинговий проект на Kickstarter для Microsoft Windows, macOS і Linux та була офіційно випущена 17 жовтня 2018 року. 29 липня 2022 року запланований випуск гри на PlayStation 4 і Xbox One як RimWorld Console Edition, розробкою та публікацією цієї версії займатиметься Double Eleven. Замість класичного випробування навичок чи виклику для гравця, RimWorld призначений для «генерування історій» на основі штучного інтелекту, де гра використовується, як середовище в якому гравці могли б переживати ці самі «історії». Гра отримала загалом позитивні відгуки критиків.

## Сюжет
Дія гри відбувається у далекому майбутньому, де люди розкидані по всьому Всесвіту, але не можуть подорожувати зі швидкістю світла. Планети та зоряні системи розвиваються ізольовано одна від одної, і в той час як одні суспільства прогресують технологічно, інші регресують через війни чи хвороби. Як наслідок, існує величезний діапазон технологічних рівнів суспільств, від неолітичних племен до богів-машин, що виходять за межі реальності.
У Rimworld є невелика різноманітність початкових сценаріїв на вибір, хоча основна розповідь однакова. Персонажі гравців (які в документації до гри називаються «пішаками») застрягли на процедурно згенерованій планеті, розташованій на кордоні відомого космосу («кінцевий світ»). Персонажі мають випадково згенерований набір позитивних чи негативних рис, які впливають на те, як вони можуть сприяти колонії чи створювати небезпеку для неї, на рішення, які вони приймають, і на те, як їхнє існування впливає на інших персонажів. З плином часу до колонії приєднуватимуться нові персонажі. Персонажів можна врятувати після аварійної посадки на карті гравця, вони можуть заблукати або їх можна схопити після рейду.
Щоб завершити гру, гравець повинен або дослідити та побудувати космічний корабель, або знайти зламаний корабель за допомогою дружнього ШІ (Штучного інтелекту). Після запуску корабля гравець повинен захищати його протягом п'ятнадцяти днів, поки інші відчайдушні жителі планети намагатимуться захопити контроль над ним. Після втечі з планети принаймні з одним колоністом починаються титри. Завдяки доповненню Royalty DLC гра також може завершитися прийомом Верховного Стелларха, лідера однієї з фракцій, що населяють Край, і виходу з колонії разом з ним. З DLC Ideology доступна кінцівка ArchoNexus, яка передбачає продаж вашої колонії за частину карти ArchoNexus, масивному керованому ШІ комп'ютеру, здатному контролювати всю планету.

## Геймплей
Мета гри полягає в тому, щоб забезпечити виживання колонії людей, борючись із різноманітними екологічними та/або внутрішніми подіями, які виникатимуть завдяки налаштуванням світу на початку гри. По ходу гри події ставатимуть все складніше, а за допомогою досліджень гравець може розблоковувати передові технології. Гра має класичний для свого жанру вид зверху вниз (top down).

### Генерація випадкової події та «історії».
Події в грі процедурно генеруються штучним інтелектом, який є центральним у ігровому процесі; складність гри, складність подій і розвиток складності залежать від його налаштувань. Штучний інтелект (який в грі виступає «оповідачем») аналізуватиме поточну ситуацію гравця та вибиратиме події на основі того, що, на його думку, стане найцікавішим оповіданням. У грі є три попередньо налаштовані оповідачі зі штучним інтелектом: «Cassandra Classic», який дотримується традиційних технік оповідання, пов'язаних із зростанням і спадом напруги, «Phoebe Chillax», більш невимушений оповідач, і «Randy Random», який повністю відмовляється від оповіді на користь випадковості. і хвилювання. Існує 6 різних попередньо встановлених рівнів складності на вибір, а також індивідуальний варіант складності."Оповідач" та складність і впливають на серйозність і частоту подій, а також на хороший, нейтральний і поганий баланс подій.
У грі також є два режими збереження. Режим «Зобов'язань» діє як режим постійної смерті Rimworld, вимикаючи ручне збереження, і у випадку смерті всіх колоністів створений гравцем світ зникає назавжди, а режим «Перезавантажити в будь-який час» дозволяє гравцеві вільно зберігати та завантажувати, даючи гравцеві можливість скасувати подію.

### Персонажі
Психічна стабільність персонажів представлена шкалою настрою, на яку впливають базові або складніші потреби, риси особистості та передісторії персонажів. Персонажі потребують їжі, відпочинку та притулку, але також вимагатимуть місця, щоб посидіти під час їжі, добре пошитого та непошкодженого одягу або достатньо часу для відпочинку, як-от спостереження за зірками, спостереження за хмарами або гра в шахи . Якщо потреби залишаються незадоволеними, персонажі можуть зазнати «психічних розладів», наприклад, оціпеніти або навіть скаженіти й атакувати інших персонажів.
З випуском Alpha 13 6 квітня 2016 року в гру з'явився новий соціальний аспект. Персонажі отримали можливість підтримувати соціальні стосунки один з одним, і була введена система думок. Ці стосунки можуть принести користь або зашкодити потребам і радощам персонажа, а погані соціальні стосунки можуть призвести до бійки.
Гравець також може керувати тваринами в грі після того, як їх одомашнили або приручили. Певних тварин можна навчити командам, які варіюються від простого підкорення господареві до захисту їх у разі нападу або носіння та зберігання предметів.

### Технічний прогрес
Гравці можуть досліджувати нові технології, будуючи дослідницькі станції. Гравці можуть використовувати електрику, яка відкриває безліч машин і підвищує ефективність колонії, але вони змушені шукати способи виробництва електроенергії, зокрема вітрові турбіни, сонячні батареї чи геотермальні електростанції . Гравці також можуть розблокувати інші технології, такі як медицина, передова зброя або наркотики.

### Бойова система
Гравці можуть бути змушені брати участь у кількох бойових подіях. Наприклад, під час нападу піратів гравцеві доведеться захищати колонію, за допомогою персонажів або будуючи захисні механізми навколо колонії. Такі оборонні заходи можуть включати пастки та автоматичні вежі. Ключовою механікою в бою є прикриття. Занурення за укриття, як-от дерева, стіни чи мішки з піском, дає персонажам набагато менший шанс потрапити під снаряди під час перестрілок.

### Голод
Персонажі в грі потребують постійного харчування. Одним із завдань великої колонії є пошук способу прогодувати всіх колоністів. Гравці можуть поєднувати полювання, землеробство, тваринництво та торгівлю, щоб задовольнити потреби колоністів. Тварин можна заманити і приручити їжею, але існує невелика ймовірність, що тварина замість цього нападе на приборкувача. Будучи прирученими, домашні тварини можуть розмножуватися.

### Колонізація
20 грудня 2016 року була випущена альфа-версія 16 «Wanderlust». Було додано багато нових функцій щодо карти світу, зокрема: сферична карта світу, часові пояси, фракції, які тепер починаються з багатьох баз, можливість подорожувати по всій карті світу, можливість створювати кілька колоній, генерація світу та настроювані параметри карти світу. Гравці можуть атакувати інші бази та грабувати, викликаючи при цьому гнів атакованої фракції.

### Модифікації та моддинг
Гравці можуть встановлювати модифікації (відомі як «моди»).
Моддинг (існування та створення модів в межах середовища певної гри) в RimWorld є такою ж важливою частиною гри як і у випадку, наприклад, з Minecraft. Крім завантажуваних доповнень створених розробником на момент 4 січня 2023 існує більше 17,5 тис. модів (доповнень, модифікацій). Більшість додатків знаходиться на сторінці майстерні RimWorld в Майстерні Steam. Крім цього існує безліч інших модифікацій, що не змогли бути викладені в майстерні Steam з причин заміни даними модифікаціями контенту, що додається офіційними завантаженими доповненнями від розробника гри. Або ж з причин наявності в них контенту, що перевищує вікові обмеження або має контент, що суперечить правилам майстерні Steam.
Зазвичай такі модифікації знаходять своє місце на форумі гри, чи будь-яких інших сайтах розповсюдження.
На даному етапі існування гри, практично жоден гравець крім гравців-початківців не обходиться без декількох найпотрібніших модів, наприклад: Camera+, Run and gun, Prepare Careful, та інших...
Моддинг у грі лише набирає обертів, особливо величезний стрибок у кількості створених модів стався після виходу останнього офіційного доповнення, Biotech, реліз якого датується 21 жовтня 2022 року. Воно принесло з собою в гру безліч нововведень і змін, давши багато нових ідей та можливостей розробникам модів, вони ж у свою чергу, в переважній більшості, будучи гравцями гри, добре знають чого хотіли б інші гравці, або хоча б певна їх частина, що є ще однією причиною високої популярності моддингу у грі серед більшості гравців, роблячи його невід'ємною частиною гри.

## Рецензії
RimWorld отримав загалом позитивні відгуки від критиків. Номура Хікару з IGN оцінив гру 9/10, описавши її як «універсальний пакет для симуляції управління» та позитивно написавши про те, як вона впоралася з помилками гравця та її здатність розповідати історію. Сем Грір з PC Gamer дав загалом позитивну рецензію, заявивши, що це «симулятор багатої колонії» та виявивши, що його середні та пізні ігри були цікавими, водночас критикуючи його ранню гру як дещо стомлюючу. Брендан Колдуелл із Rock, Paper, Shotgun позитивно відгукнувся про гру, вихваляючи її як «чудове фіаско» та позитивно відгукуючись про її здатність створювати драму. RimWorld прихильно порівнюють з іншими іграми на виживання, такими як Dwarf Fortress .

### Нагороди
У 2016 році RimWorld був визнаний Indie DB «інді-ігрою року». У 2018 році Rimworld була визнана грою з найкращою оцінкою користувачів у Steam у всіх категоріях. Гра була номінована в 2019 році в категорії «Стратегія/симуляційна гра року» на 22-й церемонії нагородження DICE Awards . У 2020 році RimWorld була визнана найкращою грою менеджменту на ПК у Rock Paper Shotgun.

### Дохід
У лютому 2018 року Сильвестр оголосив, що було продано понад мільйон копій RimWorld. До серпня 2020 року було підраховано, що RimWorld накопичила понад 100 мільйонів доларів доходу, що зробило її однією з найпопулярніших інді-ігор у Steam .

## DLC
24 лютого 2020 року було випущено перший контент для завантаження (DLC), Royalty, з оновленням 1.1, додавши нову фракцію імперії та технологію psylink для використання колоністами. Він також представляє концепцію королівських титулів, кластери механоїдів, ще 13 пісень до саундтреку, більше можливих квестів і більше імплантатів тіла та видів зброї.
20 липня 2021 року було випущено друге DLC, Ideology, з оновленням 1.3, додавши системи переконань, засновані на кількох мемах, які складають ядро ідеології. Кожна ідеологія додає нові будівлі, одяг, квести та соціальні ролі. У рамках безкоштовного оновлення додано нові типи рейдів, загони для тварин, міномети і деякі зміни у системі караванів.
21 жовтня 2022 року було випущено третє DLC, Biotech, разом з оновленням 1.4, додавши систему генів та генетики в гру, кожен ген має унікальну здатність, дає свої власні переваги та недоліки. Також була офіційно додана система народження, навчання та дорослішання дітей, можливість їх штучного пришвидшеного дорослішання в інкубаторах. Остання частина оновлення являє собою появу нових рас в грі, кожна з яких має свої особливі гени та здібності.

## Заборона в Австралії
У лютому 2022 року Класифікаційна комісія Австралії відмовила в класифікації раніше неоголошеного порту гри для консолей через зображення вживання наркотиків. Після цього ПК-версію гри було вилучено з цифрового магазину Steam для австралійських користувачів без участі розробників, при цьому вони заявили, що вони не впевнені в міркуванні, але «працюють над вирішенням цієї ситуації та роблять RimWorld доступним для всіх знову якомога швидше». 20 квітня 2022 року гра була класифікована як R18+ в Австралії, а потім знову стала доступною в Steam.